# Razdvojeno srce
Razdvojeno srce (angleško The Divided Heart) je britanski film režiserja Charlesa Crightona, posnet leta 1954 po resnični zgodbi Ivana Pirečnika. Ivan Pirečnik je bil eden od ukradenih slovenskih otrok programa lebensborn, ki so jih med drugo svetovno vojno posvojili nemški starši. Njegova biološka mati Pavla je pred ameriškim sodiščem v Nemčiji dosegla, da so jih otroka vrnili, čeprav se je ni spominjal in je na zaslišanju pred sodniki dejal, da bi rad ostal v Nemčiji. Ivanova zgodba je v filmu prikazana z nekaj umetniške svobode.